# Skins
Skins (bra: Skins - Juventude à Flor da Pele; prt: Skins) é  uma série de televisão britânica do gênero drama adolescente que acompanhava as vidas de um grupo de adolescentes em Bristol, Sudoeste da Inglaterra, pelos dois últimos anos do ensino médio. Suas histórias polêmicas têm explorado questões como famílias disfuncionais, transtorno mental (tais como disfunções alimentares), sexualidade na adolescência, abuso de drogas e morte. Por tais temas, a série é considerada imprópria para menores de 18 anos. A série foi criada pelos escritores pai e filho Bryan Elsley e Jamie Brittain para a Company Pictures, e estreou na rede de TV britânica E4 em 25 de Janeiro de 2007. A série passou a ser um sucesso de crítica bem como de audiência em seu público alvo. Como um programa serial contínuo, Skins é atípica já que ela substituiu o seu elenco principal a cada dois anos. Em 2009, os produtores anunciaram que um filme de SKINS estava sendo discutido, mas com o anúncio do cancelamento da série em 2012, nenhum desses planos sucedeu. Uma sétima temporada foi ao ar em 2013 contando com os elencos das transmissões dos anos 2007-10. No entanto dia 22 de julho de 2016 o co-criador da série posta uma foto em seu twitter com os dizeres "skins   8?" e apagou momentos depois, criando rumores sobre uma oitava temporada.
O nome da série veio a partir da gíria em inglês para os papéis de cigarro enroláveis conhecidos como "skins".
No Brasil, os canais da TV paga do grupo HBO, o VH1 Brasil e o Multishow já exibiram temporadas da série. Todas as temporadas estão atualmente disponíveis na Netflix.
Outras iniciativas para expandir a marca incluíram uma adaptação norte-americana sem sucesso, que foi ao ar na MTV em 2011, mas foi cancelada após uma temporada depois dos anunciantes abandonarem a série em resposta a baixa audiência e a polêmica significativa que surgiu em cima de sua representação da sexualidade na adolescência.

## Série

### Primeira Geração
Personagens principais:  Cassie, Tony Stonem, Sid, Chris, Jal , Michelle, Anwar, Maxxie, Sketch e Effy.

#### Primeira temporada
A primeira temporada foi, basicamente, uma introdução de todas as personagens da trama. Cada episódio centrava-se em contar um pouco sobre o psicológico de cada um, com foco na incrível descoberta de que o personagem Sid gostava de Michelle, namorada do seu melhor amigo, Tony Stonem. Esse triângulo amoroso torna-se um dos principais plots da temporada, culminando em vários acontecimentos. A complexa situação de Cassie, descrita no segundo episódio da temporada, revela o quão frágil e vulnerável ela é. O envolvimento de Chris com Angie, a professora da turma, também é abordado. A amizade de Maxxie e Anwar também é colocada à prova, devido à religião de Anwar não aceitar a sexualidade de Maxxie, fazendo Maxxie ficar chateado e acabar ficando com Tony. Em quase todos os episódios, também as famílias das personagens e as relações entre elas são acompanhadas. Várias festas intercalam-se com a jornada individual de cada personagem. A temporada encerra-se com o elenco cantando a música "Wild World" de Cat Stevens.

#### Segunda temporada
A segunda temporada inicia-se seis meses após os terríveis acontecimentos da final da primeira temporada. Com um tom muito mais sombrio, essa temporada caracteriza-se pelo desenvolvimento mais profundo das personagens, apresentando roteiros bem mais complexos. Apesar de ter uma personagem principal em cada episódio, o formato da série mudou, abrangendo mais de uma personagem em cada história. Tony recupera-se do atropelamento de ônibus, recebendo imensa ajuda da sua família e dos seus amigos, especialmente Maxxie. Michelle luta para não sentir saudade de Tony, após ele ter arruinado com seu relacionamento anterior. Uma nova personagem é introduzida: Sketch. Ela é uma garota tímida, que secretamente persegue Maxxie, fazendo de tudo para conseguir ficar com ele e o stalkeando. Cassie torna-se uma pessoa muito mais sombria nessa temporada, fazendo escolhas que não agradam aos seus amigos. Sid passa por uma experiência que mudará sua vida. Um novo romance inicia-se: Jal e Chris agora estão juntos, mas o relacionamento deles acaba de forma inesperada.

### Segunda Geração
Personagens principais: Effy, Naomi, Emily, Cook, Freddie, Pandora, Katie, Thomas e JJ.

#### Terceira temporada
Freddie, Cook e JJ são amigos desde a infância, e nunca se separaram até os seus destinos mudarem. Quando os três conhecem Effy Stonem, se apaixonam por ela. Pandora Moon é uma doce menina, que na maioria das coisas que diz, mal sabe que há duplo sentido e conhece um estrangeiro: Thomas, um africano do Congo que tenta conquistar uma vida melhor, e, com a ajuda da galera, vende drogas numa festa. Katie e Emily são irmãs gemeas, porém completamente diferentes. Katie é a popular da escola, é muito direta e gosta muito de se destacar. Já Emily parece ser a mais tímida e recatada do grupo, que, no fundo, esconde um grande segredo: ela é lésbica e sua antiga paixão, Naomi Campbell, retorna para a escola. JJ tem uma doença e quando algo o irrita, ele começa a ficar louco e assustado; já o seu hobbie é fazer truques de magica. Freddie é um rapaz que tenta buscar sua felicidade no skate, e não suporta ver Karen, a sua irmã, tentando conquistar o seu sonho de cantora. James Cook é o mais liberal do grupo, o mais carismático, bebe demais, depende de muitas drogas e não liga para nada; ele passa a temporada toda dormindo com Effy simplesmente porque pode, mas acaba se apaixonando por ela. Effy é a chave do amor de Freddie, JJ e Cook, e ela precisa decidir-se. Mas será que com tantos problemas que ela possui ela vai conseguir achar o garoto certo?

#### Quarta temporada
Três meses se passam, e o grupo está totalmente mudado. A história torna-se mais séria, dramática e sombria. Logo no primeiro episódio, uma garota, Sophie Loren, aparece suicidando-se em uma festa - onde encontram-se todo os personagens, excepto Effy, que some por um tempo após o fim da terceira temporada sem avisar à ninguém - mas já retorna no final do primeiro episódio. O esclarecimento deste suicídio acontece após alguns episódios, e está ligado diretamente a Naomi, namorada de Emily. As duas brigam por causa da traição de Naomi, e durante a temporada tentam se reconciliar, ao mesmo tempo que erram e magoam uma a outra.
Pandora e Thomas ainda estão terminados, mas tudo indica que ambos ainda se amam muito. Thomas cria uma nova amizade com Katie, irmã gêmea de Emily, e esta demonstra sentir algo pelo mesmo. Katie, por outro lado, também está passando por grandes problemas: sem Emily em casa para apoiá-la, ela tem que lidar sozinha com as brigas de seus pais, a menopausa precoce e um acontecimento muito difícil para toda a família. Desamparada, recorre a Emily, mas seu acolhimento não é nem de longe um dos melhores.
JJ Jones não aparece muito, mas seus fãs podem ficar muito felizes: ele se apaixona por uma menina de seu trabalho, Lara, e após algum esforço consegue conquistá-la. Pode-se dizer também que Lara trás um acompanhante para o casal recém formado.
A história que mais se destaca, como sempre, é a de Effy. Depois de desaparecer durante algum tempo, ela volta. Confirma o seu amor por Freddie, e o casal fica finalmente junto. James Cook não fica feliz com isso. Envolve-se em uma briga e vai preso. Confessa ser responsável pela morte da menina no primeiro episódio, e a sua situação piora rapidamente. Mas Cook é "durão", e foge da prisão, o que o leva a se esconder de casa em casa.
Effy deixa se levar a loucura mental total quando conhece o psiquiatra, que ainda é mais louco que ela mesma.
Effy, à par de tudo isso, começa a ficar depressiva. Nesta temporada, nós podemos ver Effy mais vulnerável, fraca, e isso pode ser uma surpresa para muitos. Começa a ter sessões de terapia, mas acaba por perceber que seu terapeuta é mais maluco do que ela própria. Freddie começa sofrendo com toda a situação e o seu amor por Effy leva-o até ao limite da sua sanidade mental.Pandora e Thomas acabam indo para a mesma faculdade, mas não sabemos o destino deles.
O final não fica claro. Cabe a imaginação do espectador decidir o fim. Porém pode se buscar respostas na sétima e última temporada, onde pode-se descobrir como o que acontece no fim desse temporada, onde cook vinga a morte de seu amigo.

### Terceira Geração
Personagens principais: Grace, Mini, Franky, Nick, Rich, Alo, Liv, Matty e Alex.

#### Quinta temporada
A maior parte dos atores da terceira geração, são iniciantes na televisão - com exceção da atriz Dakota Blue Richards(Franky), que apareceu no filme The Golden Compass, de 2007
Assim como a primeira, a quinta temporada é um introdução para os personagens da nova geração. Cada episódio contém um personagem principal (exceto por Matty, que não tem nenhum episódio em nenhuma temporada). No primeiro episódio, vemos a recém-chegada de Oxford, Franky, que não tem nenhum amigo e passou por dificuldades na cidade. Franky começa o seu primeiro dia na escola com certos problemas e lá conhece Alo, Rich, Nick, Grace, Liv e Mini. No final do episódio conhecemos Matty, sem muitas coisas a saber sobre ele. A temporada centrou em conflitos de sexualidade, problemas entre a relação pais e filhos e na amizade. Muito criticada pelos fãs por não ter com frequência a temática de sexo e drogas, esta temporada é considerada a mais "clean" de todas as temporadas de Skins. A temporada termina com o elenco cantando Glockenspiel Song da banda Dog Is Deaddv
Essa temporada começou a ser exibida no dia 27 de janeiro de 2011, e seu último episódio foi exibido dia 17 de março de 2011 no canal britânico E4.

#### Sexta Temporada
Esta temporada é bem mais macabra e pesada que as temporadas anteriores, esta temporada se inicia no período de férias das personagens. Eles estão todos em Marrocos, aproveitando o verão. Desde o início podemos ver rachaduras na relação de Franky e Matty, que estavam namorando. Alo e Mini iniciam uma relação secreta, enquanto Rich e Grace estão melhores que nunca. Surgem complicações quando Luke, um traficante inglês, entra em suas vidas e muda radicalmente todo rumo da história. Graças ao conflito que o ciúme de Matty por Franky gera, a caminhonete que Matty dirigia capota com ele, Grace e Liv dentro. Matty foge e Grace entra em coma.
Não demora muito e logo Rich é avisado por David Blood, pai de Grace, que ela faleceu. Rich se afasta por um tempo, como sua forma de superar os recentes acontecimentos. Enquanto isso, Alex Henley é introduzido como novo personagem gay da gangue. No início não é bem aceito, devido ao luto que o grupo está passando, mas logo se vê como melhor amigo de Liv e parte da turma.
Franky tem estado em conflito desde a morte de Grace e logo se envolve numa relação problemática e violenta com Luke. Descobrimos que Nick está apaixonado por ela e este tenta ajuda-la. Apesar de Franky ter dado um fim em seu curto relacionamento com Luke, ela ainda não consegue engatar numa nova relação com Nick, porém, no fim cede e os dois começam a namorar. Temos um breve relance de Matty ainda em Marrocos, mas suas tentativas de retornar a Bristol falham quando Nick escolhe Franky ao invés do irmão.
Mini está gravida de Alo, sua mãe tem um novo namorado morando em casa e Alo estraga a relação de "amigos com benefícios" com ela ao confessar seu amor. Ela tenta ir atrás de Gregory South, seu pai, porém mesmo ele tendo incluído-a em sua vida glamourosa por uma semana, a abandona novamente quando ela revela sua gravidez. Alo diz que ama-la é algo muito exaustante e esse é o fim da relação dos dois, por ora. A única que sabe sobre a gravidez de Mini até o momento é Franky, que a apoia. Mini resolve ficar com o bebê.
Ainda ignorante do fato de que será pai, Alo tenta esquecer Mini iniciando um relacionamento com Poppy Champion, uma garota que conheceu em uma festa temática. Não demora e ele descobre que Poppy, na verdade, tem treze anos de idade. Alo é preso por assédio sexual a uma menor de idade e depois solto, pois Rich paga sua fiança. Após mais uma tentativa de fugir de seus problemas, Alo percebe o que realmente quer: Mini. Porém, esta ainda não está pronta para lhe contar sobre a gravidez, deixando a situação a mesma por mais alguns meses.
Finalmente, após Alex sair em uma viagem com seu novo ficante, Liv percebe que ficou isolada do restante do grupo. Ela tenta aproximar-se de Mini e Rich, mas é ignorada. Para melhorar as coisas, ela descobre um caroço próximo ao ventre, o qual acredita ser um tumor maligno. Matty retorna à Bristol e Liv lhe deixa ficar em casa por uma noite. Alex volta no dia seguinte. Matty diz ter assuntos a tratar com Franky, então ele e Liv vão para a casa de Mini, conversar. Franky e Matty não chegam a um entendimento, e Mini e Liv discutem, o que resulta em Liv batendo em Mini. Esta grita desesperadamente que Liv pare, pois ela terá um bebê de Alo. Atordoada, Liv sai da casa de Mini e enfim arranja coragem para ir ao hospital. Ao chegar lá, descobre que seu tumor era imaginário. Era apenas uma manifestação de seu medo de morrer e de seu luto pela morte de Grace. Liv, Rich, Maude (irmã de Liv) e Doug vão visitar o túmulo de Grace.
Após ter um quase desmaio no meio da rua quando estava a caminho de uma consulta, Mini é levada para o hospital por Franky e Matty. A gangue toda finalmente descobre sua gravidez, inclusive Alo que não reage da melhor maneira possível. Enquanto isso, os irmãos Levan iniciam um rixa para ver quem fica com Franky. Ela está muito confusa e não quer se decidir, então toma a decisão de fugir. Após persuadir Mini para acompanha-la na fuga, as duas acabam num abrigo de emergência, onde passam a noite. Alo resolve que quer ficar com Mini apesar de tudo e deixa uma mensagem na caixa postal para ela para fazerem as pazes, dizendo que vai apoia-la e que ama-a. Franky apaga a mensagem para que não interfira nos seus planos de fugir, porém, Mini já não está tão certa sobre a fuga em si e dá para trás quando Eric, o namorado de sua mãe, aparece na estação de ônibus, pedindo que as duas fiquem. Depois que Mini e sua mãe tem um reconciliação, Franky se sente traída e foge novamente. Mini finalmente confessa amar Alo através de uma mensagem de voz que deixa para Grace. Mais tarde, Rich a leva até Alo e os dois fazem as pazes, porém sua alegria é interrompida quando Mini tem um sangramento.
Franky resolve procurar por sua mãe, pois deseja saber porque ela a abandonou quando pequena. Após conseguir informações com sua antiga assistente social, ela acha o endereço de sua mãe em Birmingham. ao chegar na casa, ela está abandonada, porém Clara, irmã mais velha de Franky, por acaso passa por lá e as duas conversam. Então, Clara diz a Franky que a mãe delas está morta. Os irmãos Levan insistem e vão procurar Franky. Ela os vê antes que cheguem a ela e tenta mais uma fuga, porém, desta vez fracassa e vai parar no hospital de Bristol onde Mini está internada, com alguns ferimentos não muito sérios. Enquanto isso, Liv está desesperada por uma reconciliação com Mini, mas esta a evita, fingindo dormir sempre que é visitada por ela. Alex decide dar uma grande festa de despedida antes de ir embora para a Tailândia. Todos são convidados. Rich consegue ingressar na universidade e aceita hospedar Matty em sua casa, a pedido de Nick. Matty pede desculpas a Rich pelo acidente e ele aceita. Alo consegue fazer com que Mini vá a festa também, apesar de seu estado. Durante a festa, Franky tenta escapar por uma última vez, mas finalmente se decide e diz a Matty e Nick que não pode ficar com nenhum dos dois. Rich tem um último momento com Grace, que ainda que fosse apenas parte de sua imaginação, é sua despedida. Na manhã seguinte, Mini entra em trabalho de parto e Alo, Liv e Rich a acompanham para o hospital. Franky descobre que sua mãe está viva e finalmente a encontra numa instituição que Clara a colocou. Matty se entrega a polícia. Alex entra em um ônibus, a caminho do aeroporto. Mini tem sua filha ao lado de Alo e Liv. A última cena é de Rich, que finaliza a temporada do lado de fora da sala de parto dizendo um simples, mas significativo "Adeus".

### Sétima Temporada
Skins continuou para a sua sétima e última temporada, que foi transmitida em 2013. Hannah Murray retornou como a anoréxica personagem Cassie Ainsworth, Kaya Scodelario como a complexa Effy Stonem, e Jack O'Connell como o inconsequente James Cook. A temporada foi composta por seis episódios e dividida em três partes, sendo dois episódios de 1 hora de duração para cada um dos personagens citados acima. Os episódios contam sobre a vida de Effy, Cassie e Cook depois do colegial, como jovens adultos.

#### Fire
Effy (Kaya Scodelario) tem um beco sem saída como recepcionista do London Hedge Fund. Mas, como ela se depara com informações financeiras fundamentalmente relativas a um negócio problemático e embarca em um caso com seu patrão rico, ela descobre que ela tem abocanhado mais do que ela pode mastigar. Sua colega de quarto de Naomi (Lily Loveless) (que está lutando contra um câncer) tenta parar Effy de arruinar sua vida, mas Effy não pode ser alcançada, até que uma tragédia acontece e ela acaba por ser presa.
O nome do episódio, Fire (fogo na língua portuguesa), foi alvo de diversas interpretações. A mais aceite entre o público, é a do popular ditado "Who plays with fire, gets burned" (quem brinca com o fogo, queima-se).

#### Pure
Cassie (Hannah Murray) está à deriva, sozinha, invisível e cabisbaixa, em Londres, tentando dar um sentido a sua vida(6). Lentamente, ela percebe que alguém está seguindo-a, tirando fotos suas e publicando. Cassie se volta para o desconhecido, e acaba fazendo amizade com ele. Um homem de seu trabalho em um restaurante em Londres também se encanta com Cassie, e ela tem que escolher entre os dois.

#### Rise
Cook (Jack O'Connell) tem um trabalho de transporte de drogas para traficantes de Manchester. Quando é convidado para ajudar a namorada de seu patrão a encontrar uma casa, descobre que é irresistivelmente atraído por ela. Quando seu patrão descobre, acaba cometendo um assassinato. Cook foge com a namorada de seu patrão e a sua própria, o que leva a vários acontecimentos. Além disso, podemos notar que Cook sofre com sequelas de seu passado, e mostra desde o começo sua visão da vida, quando deixa claro que não se importa com o passado ou com o futuro, mas apenas com o presente.

## Filme
Skins Movie não acontecerá. Apesar dos rumores de pré-filmagens e roteiros estarem sendo escritos, foi anunciado que não haverá um filme de Skins. Vários atores se mostraram entusiasmados com a ideia e disseram que se proporiam a faze-lo, porém, os produtores disseram que não há orçamento suficiente e que já se foi investido tudo que era possível na própria série. Jack O'Connell (que interpreta Cook) negou oficialmente em seu twitter a possibilidade.
A E4 disse oficialmente que a Temporada 7 iria ser a última temporada de Skins que teria 3 episódios de 2h de duração, cada episódio seria sobre cada geração e explicaria o que aconteceu após os finais da Temporada 2, 4 e talvez 6, ou seja, será um pouco como o objetivo do Skins Movie tinha, que era explicar o fim das temporadas.
Ainda não se sabe se o episódio da Geração 3, na Temporada 7, será a continuação do final, podendo ser uma  prequela sobre os acontecimentos que antecederam as férias no Marrocos.

## Livros
Foram criados livros para saber mais dos personagens e sobre os seus pensamentos. Até o momento, apenas a segunda e terceira geração possui o livro. Para a segunda geração foi criado Skins: The Novel, escrito por Ali Cronin que se passa durante a transição da terceira para a quarta temporada. Para a terceira geração foi criado o Skins: Summer Holiday escrito por Jess Brittain, que depois de escrevê-lo, conseguiu o seu lugar entre os escritores principais da série. Este último se passa antes da quinta temporada.

## Recepção da crítica
Em sua 1ª temporada, Skins teve recepção geralmente favorável por parte da crítica especializada. Com base de 7 avaliações profissionais, alcançou uma pontuação de 66% no Metacritic. Por votos dos usuários do site, atinge uma nota de 8.5, usada para avaliar a recepção do público.

## Trilha Sonora
O responsável pela trilha sonora da série ficou por conta do compositor Fat Segal responsável pela música de abertura da série, ela ainda compôs outras canções que fizeram parte da trilha sonora de Skins como: "Clutch Edit" e "Tenthousand Needles". Várias bandas e cantores tiveram suas músicas exibidas durante todas as temporadas de Skins entre eles podemos destacar: MGMT, Motorhead, Iron Maiden, Chemical Brothers, Ludacris, Donovan, Bob Dylan, Yeah Yeah Yeahs, Neil Diamond, Aerosmith,The Kills, Crystal Castles, Battles, Ramones, Queen, Adele, Elliot Smith, Britney Spears, The Cure, Aeroplane, Beyoncé, U2, Pink Floyd, Survivor, Timbaland, Bon Jovi, Ice Cube, Linkin Park, John Lennon, Lady Gaga, Norah Jones, Christina Aguilera, Kylie Minogue, Michael Jackson, Supertramp, A-ha, Mumford & Sons e Buraka Som Sistema.

## Elenco
A seguir estão listadas todas as personagens principais da série britânica "Skins", tanto da primeira geração (primeira e segunda temporada), como da segunda (terceira e quarta temporada) e da terceira (quinta e sexta temporada). Nos episódios centrais, os dois primeiros números correspondem à temporada e os dois segundos correspondem ao episódio. Exemplo: 01x10 (1ª temporada, episódio 10).

### Primeira geração
| Personagem                   | Actor / Actriz      | Episódios centrais                       | Descrição |
| ---------------------------- | ------------------- | ---------------------------------------- | --- |
| Anthony "Tony" Stonem        | Nicholas Hoult      | 01x01, 02x01, 02x06                      | É o líder do grupo e centro das atenções. Ele namora Michelle e, embora ele trai-la com Abigail e Maxxie, expressa seu amor por ela. Imediatamente depois de admitir isso, ele é atropelado por um ônibus, deixando-o mentalmente deficiente e incapaz de recordar certos acontecimentos ou pessoas. Depois de trabalhar muito e sem descanso, Tony lentamente recupera suas memórias e habilidades. Ele também se preocupa muito por sua irmã mais nova, Effy (mostrado através de como ele a ajuda a entrar e sair de casa, e quando ele foi para a sua procura quando ela desapareceu), porque ela o ama por quem ele realmente é.                  |
| Christopher "Chris" Miles    | Joe Dempsie         | 01x04, 02x05                             | Sua vida pessoal é uma das mais complexas e sombrias do grupo, mas sempre anda feliz e de bom humor. Tem uma dependência por drogas e adora festas. Depois que sua mãe o deixa inesperadamente, ele é forçado a viver no campus em alojamento estudantil. Sua paixão pela professora de psicologia Angie, leva-o a um relacionamento, apesar de Angie estar desconfortável com a situação. Chris acaba sendo expulso do colégio, conseqüentemente, forçando-o para fora da moradia estudantil e ele procura um trabalho. Ele se interessa por Jal, e os dois se envolvem em um relacionamento, apesar de terem que superar alguns problemas com Angie. |
| Cassandra "Cassie" Ainsworth | Hannah Murray       | 01x02, 02x09, 07x03, 07x04               | Depois de sofrer de transtorno alimentar, Cassie é admitida em uma clínica de reabilitação. Ela esconde uma profunda afeição por Sid e, eventualmente, eles ficam juntos. Eles passam por um período difícil quando Sid acredita que Cassie foi infiel durante a sua estadia na Escócia. Ela se preocupa com os diferentes futuros que terão após a faculdade. Após testemunhar a morte de Chris, ela foge para Nova York, que em breve será seguida por Sid. Cassie sofre de anorexia, automutilação e de tendências suicidas, porém, não transparece os seus problemas andando sempre com um grande sorriso, e falando oh, wow.                      |
| Sidney "Sid" Jenkins         | Mike Bailey         | 01x05, 02x03                             | É fácilmente manipulado e definitivamente não sabe lidar com mulheres. Sid é um virgem azarado que encontra em Cassie seu grande amor, mesmo às vezes se iludindo achando que ama Michelle. |
| Jalanda "Jal" Fazer          | Larissa Wilson      | 01x03, 02x08                             | Inteligente e talentosa com a clarineta, Jal luta para não cair nas tentações das ações de seus amigos. |
| Michelle Richardson          | April Pearson       | 01x07, 02x04                             | Dotada de beleza e de uma auto-confiança invejável, Michelle é insegura e solitária por dentro. |
| Anwar Kharral                | Dev Patel           | 01x06                                    | Anwar é o perfeito retrato do que um muçulmano não deveria ser. Adora mulheres, sexo, drogas e... o X-factor. |
| Maxxie Oliver                | Mitch Hewer         | 01x06, 02x01                             | Gentil e sempre ajudando seus amigos, ama muito seu melhor amigo, Anwar. Ele é um homossexual assumido. Adora dançar e na segunda temporada, uma nova personagem, Sketch, desenvolve uma obsessão por ele. |
| Sketch                       | Aimee-Ffion Edwards | 02x02                                    | Sketch é uma garota tímida que sempre desejou Maxxie secretamente, passando dos limites para tê-lo. Vive com sua mãe no mesmo prédio onde Maxxie vive. |
| Elizabeth "Effy" Stonem      | Kaya Scodelario     | 01x08, 02x07, 03x08, 04x07, 07x01, 07x02 | Silenciosa, manipuladora e muito observadora, Effy mostrou que pode ser muito pior do que seu irmão mais velho Tony. De manhã estuda em um colégio católico apenas para meninas, e à noite vende drogas em festas. Seu personagem ganha mais destaque a partir da terceira temporada. |

### Segunda geração
| Personagem                 | Ator / Atriz     | Episódios centrais                       | Descrição |
| -------------------------- | ---------------- | ---------------------------------------- | --- |
| Elizabeth "Effy" Stonem    | Kaya Scodelario  | 01x08, 02x07, 03x08, 04x07, 07x01, 07x02 | Na nova geração, Effy continua confiante e ainda manipuladora, mas ela tem dificuldades em lidar com seus sentimentos por Freddie, e acaba usando Cook para tentar desviar este sentimento. |
| Pandora Moon               | Lisa Backwell    | 03x04                                    | Melhor amiga de Effy, Pandora sofre por tentar fazer as mesmas coisas que seus amigos. Pandora é uma menina doce e percebe aos poucos, que o mundo não é como pensava ser. |
| Jonah Jeremiah "JJ" Jones  | Ollie Barbieri   | 03x07, 04x06                             | Inocente e tímido, JJ sempre andou nas sombras de seus melhores amigos: Cook e Freddie. Sofre de problemas mentais e sociais e está sempre fazendo truques de mágica. É dependente de comprimidos para a ansiedade, mas com a ajuda de Emily, perde um pouco da sua tímidez. Na quarta temporada apaixona-se por uma colega de trabalho, Lara e depara-se de novo com os seus problemas ao tentá-la convidar para sair. |
| James Cook                 | Jack O'Connell   | 03x02, 04x03, 07x05, 07x06               | Inconsequente e totalmente egoísta, Cook tem sérios problemas com controle da raiva, dependência de drogas e vai se apaixonando lentamente por Effy. |
| Naomi Campbell             | Lily Loveless    | 03x06                                    | Tenta esconder sua sexualidade, mas logo percebe que seus sentimentos por Emily são maiores do que ela imaginava. |
| Emily Fitch                | Kathryn Prescott | 03x09, 04x02                             | É constantemente ofuscada pela presença de sua irmã e pela sua timidez. Decidida em relação á sua orientação sexual assume a sua paixão por Naomi. |
| Katie Fitch                | Megan Prescott   | 03x09, 04x04                             | Gosta de chamar atenção. Se orgulha de ter um namorado jogador de futebol mas no fundo se sente completamente vazia. |
| Thomas Tomone              | Merveille Lukeba | 03x03, 04x01                             | Vindo da Rupublica do Congo, acaba de desembarcar na Inglaterra e se depara com o grupo de amigos de Bristol. Thomas é o mais honesto e simples personagem da temporada. Tem um amor incondicional por Pandora, porém ela o trai com Cook e os dois acabam se separando. |
| Frederick "Freddie" Mclair | Luke Pasqualino  | 03x05, 04x05                             | Gosta de Effy, mas inicialmente não toma atitudes em relação à isso. Freddie não sabe o que quer da vida. Ele só adora o seu skate e detesta as tentativas falhas da sua irmã, Karen, para se tornar uma cantora famosa. |

### Terceira geração
| Personagem                    | Ator / Atriz         | Episódios centrais | Descrição |
| ----------------------------- | -------------------- | ------------------ | --- |
| Francesca "Franky" Fitzgerald | Dakota Blue Richards | 5x01, 6x04, 6x09   | Inteligente e criativa, Franky é vista pelos outros como "estranha", devido ao seu jeito andrógino de se vestir. Chegou atrasada três semanas na escola após uma transferência final de Oxford.                                             |
| Richard "Rich" Hardbeck       | Alex Arnold          | 5x02, 6x02         | Rich é fã de heavy metal que se diz ter uma atitude bastante pessimista. Ele usa o elitismo musical como um meio para encobrir a sua própria timidez em se relacionar com os outros (seu único amigo é Alo), principalmente com as garotas. |
| Minerva "Mini" McGuinness     | Freya Mavor          | 5x03, 6x05, 6x09   | Mini é a popular da escola, e usa sua popularidade e superioridade para lidar com suas inseguranças, tais como seu corpo e sua virginidade.                                                                                                 |
| Olivia "Liv" Malone           | Laya Lewis           | 5x04, 6x08         | Liv é uma garota que gosta de festas, sexualmente ativa e deixa Mini falar o que quiser, é cuidadosa em expressar suas opniões, mas tem uma personalidade muito forte.                                                                      |
| Nicholas "Nick" Levan         | Sean Teale           | 5x05, 6x06         | Nick é um jogador de Rugby, namorado de Mini e irmão de Matty. Seu namoro é algo superficial e apenas de aparências. |
| Aloysius "Alo" Creevey        | Will Merrick         | 5x06, 6x07         | Alo tem uma van, um cachorro, que ama acima de tudo e uma atitude bastante otimista, um interesse em pornografia vitoriana e zumbis. Seus pais são agricultores, profissão da qual ele quer se ver longe.                                   |
| Grace Violet Blood            | Jessica Sula         | 5x07               | Grace veio de uma escola de garotas para o Roundview College e tem uma paixão pelo balé. É uma garota doce que faz suas próprias opiniões, porém, deixa-se ser pisada por suas amigas.                                                      |
| Matthew "Matty" Levan         | Sebastian De Souza   |                    | Matty tem uma relação complexa com a família, principalmente com seu irmão Nick, e tem em Franky a esperança de um novo começo com o amor.                                                                                                  |
| Alex Henley                   | Sam Jackson          | 6x03               | Alex gosta de viver a vida de uma forma imprevisível, adora ir a festas, porém, tem um lado sensível: adora cuidar de sua avó que já está caducando. É gay.                                                                                 |

## Transmissão internacional
| País        | Nome                     | Canal         | Status                        | 'Estreia               |
| ----------- | ------------------------ | ------------- | ----------------------------- | ---------------------- |
| Reino Unido | Skins                    | E4            | Transmitiu até a 7ª temporada | 23 de janeiro de 2012  |
| Austrália   | Skins                    | SBS           | Transmitiu até 1ª temporada   | 7 de janeiro de 2008   |
| Argentina   | Skins                    | MTV Argentina | Transmitiu até 1ª temporada   | 13 de setembro de 2009 |
| Bélgica     | Skins                    | Jim TV        | Transmitiu até 1ª temporada   | 4 de julho de 2007     |
| Espanha     | Skins                    | Neox          | Transmitiu até 1ª temporada   | 10 de janeiro de 2008  |
| Brasil      | Juventude à Flor da Pele | HBO Plus      | Transmitiu até a 7ª temporada | 1 de agosto de 2012    |
| Brasil      | Juventude à Flor da Pele | VH1 Brasil    | Transmitiu 2ª temporada       | 23 de maio de 2010     |
| Brasil      | Juventude à Flor da Pele | MTV Brasil    | Transmitiu 1ª temporada       | 25 de setembro de 2009 |
| Brasil      | Juventude à Flor da Pele | Multishow     | Transmitiu 1ª temporada       | 20 de novembro de 2011 |
| Rússia      | Молокососы               | MTV Россия    | Transmitindo 4ª temporada     | 11 de outubro de 2007  |
| Canadá      | Skins                    | Super Channel | Transmitindo 4ª temporada     | 2 de novembro de 2007  |
| França      | Skins                    | Canal+        | Transmitindo 4ª temporada     | 6 de dezembro de 2007  |
| Itália      | Skins                    | MTV Italia    | Transmitiu a 5ª temporada     | 20 de janeiro de 2008  |
| Eslovênia   | Mularija                 | Kanal A       | Transmitindo 4ª temporada     | 9 de novembro de 2007  |
| Suécia      | Skins                    | Kanal 5       | Transmitindo 4ª temporada     | 6 de setembro de 2007  |
| Finlândia   | Skins - liekeissä        | Subtv         | Transmitindo 4ª temporada     | 3 de junho de 2008     |
| Portugal    | Skins                    | MTV           | Transmitiu até 5ª temporada   | 21 de outubro de 2010  |